# タルサ郡 (オクラホマ州)
タルサ郡（英: Tulsa County）は、アメリカ合衆国オクラホマ州の北東部に位置する郡である。人口は66万9279人（2020年）。人口ではオクラホマ州第2位である。郡庁所在地はやはり州内第2の都市タルサである。

## 歴史
タルサ郡の歴史はタルサ市の歴史と大きく重なっている。政体としてのタルサ郡の起源ですら不明確である。「オクラホマ歴史と文化の百科事典」に拠れば、郡成立以前にできていたタルサ市の名前を郡名にしたとのことであり、命名の日付はわからない。

### アーバックル砦
1820年代から1830年代にアメリカ合衆国政府が合衆国南東部からインディアン準州にインディアンを移住させたが、タルサ郡となった地域を既に狩猟場として使用していた遊牧型部族の生活や態度にどのくらいの影響があるかは考慮されていなかった。まず、アーカンザス川とベーディグリス川の合流点に近くあったギブソン砦に接してクリーク族が移住してきた。しかし合衆国政府は新しい移民がアーカンザス川よりもさらに遠くまで移動するよう奨励した。土着のオーセージー族はバーディグリス川に近い土地を離れることに合意したが、それほど遠くまでは動かず、間もなく新着のクリーク族を脅かすようになった。
1831年、アイザック・マッコイ牧師とジェイムズ・L・ドーソンに導かれた集団が、ギブソン砦からシマロン川との合流点までアーカンザス川北岸を遡る道を切り開いた。1832年、ドーソンは軍事拠点となる場所を選定するために再度派遣された。彼が推奨した地点の1つは、シマロン川合流点から約2.5マイル (4 km) 下流の地点だった。翌年、ジョージ・バーチ名誉少佐と第7歩兵師団の2個中隊が「ドーソン道路」を辿って、その地点に進んだ。バーチは以前の上官であるマシュー・アーバックル将軍を立てて、その場所を「アーバックル砦」と命名した。
「オクラホマ歴史と文化の百科事典」に拠れば、この砦は現在のサンドスプリング市の西約8マイル (11 km) とのことである。著作家ジェイムズ・ガードナーが1930年代初期にこの場所を訪れた。その訪問記には、現在のタルサ郡とオーセージ郡を分ける線の直ぐ南、サンド・クリークに近いアーカンザス川の北岸にある砦を示す地図が含まれている。土地を切り払い小型のアーバックル砦が建設されたが、1834年11月11日には放棄された。倉庫や幾つかの煙突の残骸が100年近く後でも見られた。
この砦の跡は、1960年代に建設されたキーストーン湖に水没した。

### チュスト・タラサの戦い
1861年、南北戦争が始まると、多くのインディアン準州にいるクリーク族やセミノール族がオポスレヤホラに率いられ、アメリカ合衆国に対する忠誠を守った。1861年11月、南軍のダグラス・H・クーパー大佐が、北軍の支持者に対して屈服させるか地域から追い出すために部隊を動かした。ラウンドマウンテンの戦いと呼ばれる最初の衝突は、11月19日に起こった。北軍側は攻撃に耐えて反撃まで行ったが、最終的に撤退したので、南軍は戦略的な勝利を宣言した。
次の戦いは12月9日に起こった。クーパー大佐の部隊が、現在のタルサ郡内バード・クリークのホースシューベンド（屈曲部）にあるチュスト・タラサで、北軍側を攻撃した。南軍は北軍側をバード・クリークの向こうまで追いやったが、弾薬が不足していたので追撃はできなかった。それでも南軍は勝利を主張した。

### 鉄道の到来
1883年、アトランティック・アンド・パシフィック鉄道がその本線をビニタからタルサまで延伸させたが、アーカンザス川の東岸で行き止まりだった。この会社は後にセントルイス・サンフランシスコ鉄道（一般には「フリスコ」と呼ばれた）に吸収され、その後に川を渡す鉄橋を建設して、レッドフォークまで延伸させた。それまで牛追い達は牛に歩いて川を渉らせていたが、この鉄道を使ってアーカンザス川の西岸に運べるようになった。左の写真は1897年のアーカンザス川洪水の時に撮られた鉄橋である。1901年以降、レッドフォークで石油が発見され、タルサからそこへ移動する労働者を運ぶためにも安全で便利なルートとなった。

### 石油ブーム
1901年6月25日、スー・ブランド1号と名付けられた試掘油井が、深さ540フィート (165 m) で石油を掘り当てた。この油井はスー・A・ブランド（旧姓デイビス）の所有であり、レッドフォークの町に近かった。ブランドはクリーク族の市民で、タルサでは最初の開業医であるジョン・C・W・ブランド博士の妻だった。油井はブランド夫人に割り当てられた土地にあった。油井から出た石油は樽に詰められ、州内で最も近い製油所に運ばれ、1樽1ドルで売られた。
間もなく他の油井も石油を産出するようになった。タルサ郡で次に大きな油井はグレンプールの近傍だった。
タルサ市は20世紀の大半を通じて「世界の石油首都」を標榜していたが、市の条例では市域内での石油掘削を禁じていた。

### タルサ郡庁舎
1910年、タルサ郡はタルサ市6番通りと南ボルダー・アベニューの北東角に郡庁舎を建設した。その建設にはユール大理石が使用された。建設場所はジョージ・ペリーマンとその妻が所有する邸宅があった所だった。1921年5月31日、この郡庁舎の最上階にある留置所に囚われている黒人青年にリンチをかけると脅すために白人住人の暴徒が集合した。これがタルサ人種暴動の始まりとなった。
この建物は現在の庁舎がサウスデンバー515に開設されるまで使い続けられた。旧庁舎はその後解体され、土地は民間投資家に売却された。この土地には現在、1967年に建設されたバンク・オブ・アメリカのビルが建っている。

## 地理と気候
アメリカ合衆国国勢調査局に拠れば、郡域全面積は587平方マイル (1,520 km2)であり、このうち陸地は570平方マイル (1,477 km2)、水域は17平方マイル (44 km2)で水域率は2.85%である。
アーカンザス川が郡内の大半を流れている。アーカンザス川に建造したダムでできたキーストーン湖が一部郡内に入っている。バーディグリス川の支流であるバード・クリークとケイニー川が郡北部を流れている。
| 月別最高最低気温            |      |      |      |      |      |      |      |      |      |      |      |      |
| 月                          | 1月  | 2月  | 3月  | 4月  | 5月  | 6月  | 7月  | 8月  | 9月  | 10月 | 11月 | 12月 |
| 過去最高 °C                 | 26   | 32   | 36   | 39   | 36   | 39   | 44   | 43   | 43   | 37   | 31   | 27   |
| 平均最高 °C                 | 8.1  | 11.6 | 16.9 | 22.3 | 26.4 | 31.1 | 34.3 | 34.0 | 28.9 | 23.3 | 15.6 | 9.8  |
| 平均最低 °C                 | -3.2 | -0.5 | 4.6  | 9.7  | 15.0 | 19.9 | 22.8 | 21.8 | 17.2 | 10.6 | 4.1  | -1.2 |
| 過去最低 °C                 | -22  | -24  | -19  | -6   | 2    | 9    | 11   | 11   | 2    | -8   | -12  | -22  |
| 降水量 (mm)                 | 41   | 50   | 91   | 100  | 155  | 120  | 75   | 72   | 121  | 103  | 88   | 61   |
| Source: USTravelWeather.com |      |      |      |      |      |      |      |      |      |      |      |      |

### 主要高規格道路
- 州間高速道路44号線
- アメリカ国道64号線
- アメリカ国道75号線
- アメリカ国道169号線
- アメリカ国道412号線
- オクラホマ州道11号線
- オクラホマ州道51号線
- オクラホマ州道97号線

### 隣接する郡
- ワシントン郡 - 北
- ロジャーズ郡 - 北東
- ワゴナー郡 - 南東
- マスコギー郡 - 南東
- オクマルギー郡 - 南
- クリーク郡 - 西
- ポーニー郡、オーセージ郡 - 北西

## 人口動態

2000人口ピラミッド

以下は2000年国勢調査による人口統計データである。
| 基礎データ - 人口: 563,299人 - 世帯数: 226,892 世帯 - 家族数: 147,252 家族 - 人口密度: 381人/km2（988人/mi2） - 住居数: 243,953軒 - 住居密度: 165軒/km2（428軒/mi2） 人種別人口構成 - 白人: 75.02% - アフリカン・アメリカン: 10.95% - ネイティブ・アメリカン: 5.20% - アジア人: 1.62% - 太平洋諸島系: 0.05% - その他の人種: 2.77% - 混血: 4.40% - ヒスパニック・ラテン系: 5.97% 年齢別人口構成 - 18歳未満: 26.3% - 18-24歳: 10.0% - 25-44歳: 30.4% - 45-64歳: 21.6% - 65歳以上: 11.8% - 年齢の中央値: 34歳 - 性比（女性100人あたり男性の人口） - 総人口: 94.2 - 18歳以上: 90.9 | 世帯と家族（対世帯数） - 18歳未満の子供がいる: 32.2% - 結婚・同居している夫婦: 49.1% - 未婚・離婚・死別女性が世帯主: 12.1% - 非家族世帯: 35.1% - 単身世帯: 29.6% - 65歳以上の老人1人暮らし: 8.9% - 平均構成人数 - 世帯: 2.43人 - 家族: 3.03人 収入と家計 - 収入の中央値 - 世帯: 38,213米ドル - 家族: 47,489米ドル - 性別 - 男性: 35,495米ドル - 女性: 25,680米ドル - 人口1人あたり収入: 21,115米ドル - 貧困線以下 - 対人口: 11.6% - 対家族数: 8.7% - 18歳未満: 15.6% - 65歳以上: 8.3% |

## 都市と町
| - タルサ a（郡庁所在地） - ブロークンアロー b - オワッソ c - ビクスビー d - ジェンクス - グレンプール - サンドスプリングス e | - スキアトゥック g - スペリー - コリンズビル - ロットシー - マンフォード - リバティ h - サパルパ f |

注釈:
- a タルサは主にタルサ郡内だが、一部オーセージ郡、ロジャーズ郡、ワゴナー郡内に入っている
- b ブロークンアローは主にタルサ郡内だが、一部ワゴナー郡内に入っている
- c オワッソは主にタルサ郡内だが、一部ロジャーズ郡内に入っている
- d ビクスビーは主にタルサ郡内だが、一部ワゴナー郡内に入っている
- e サンドスプリングスは主にタルサ郡内だが、一部オーセージ郡内に入っている
- f サパルパは大半がクリーク郡内だが、一部タルサ郡に入っている
- g スキアトゥックは主にタルサ郡内だが、一部オーセージ郡内に入っている
- h リバティは主にタルサ郡内だが、一部オクマルギー郡内に入っている

### その他の町
- ベリーヒル
- レイク
- オークハースト
- ターリー

### 元あった町
- アルスマ - 1968年にタルサ市に併合[10]
- カーボンデール - 1928年にタルサ市に併合[11]
- ドーソン - A1949年にタルサ市に併合
- キーストーン - キーストーン湖に水没
- ノースタルサ - 1904年にタルサ市に併合[12]
- プラットビル - 1965年にサンドスプリングス市に併合[13]
- レッドフォーク - 1927年にタルサ市に併合
- サウスヘイブン - 1966年にタルサ市に併合[11]